# Dendryphantes praeposterus
Dendryphantes praeposterus är en spindelart som beskrevs av Denis 1958. Dendryphantes praeposterus ingår i släktet Dendryphantes och familjen hoppspindlar. Inga underarter finns listade i Catalogue of Life.